# Hemibrycon divisorensis
Hemibrycon divisorensis es una especie de pez de la familia Characidae en el orden de los Characiformes.

## Morfología
Los machos pueden llegar alcanzar los 6,8 cm de longitud total y las hembras 8,16.
- Número de  vértebras:38-39.[1]

## Hábitat
Vive en zonas de clima tropical.

## Distribución geográfica
Se encuentran en Sudamérica: río Ucayali al Perú.